# Alistair Overeem
Alistair Cees Overeem (Hounslow, 17 mei 1980) is een Nederlands MMA-vechter en kickbokser. Hij is voormalig Strikeforce-kampioen in het zwaargewicht en schreef in december 2010 de K-1 World Grand Prix op zijn naam. Hiermee werd hij de eerste vechtsporter ooit die wereldkampioen was in zowel het MMA als K-1. In dezelfde maand werd hij tevens de eerste kampioen zwaargewicht bij de MMA-organisatie Dream.

## Jeugd
Overeem werd geboren in Engeland, in Hounslow, als zoon van een Nederlandse moeder en een Jamaicaanse vader. Hij verhuisde op zesjarige leeftijd met zijn moeder en oudere broer Valentijn Overeem (eveneens MMA-vechter) naar Nederland, waar hij opgroeide in Amersfoort. Als kind deed Overeem judo, atletiek en basketbal, voordat hij als vijftienjarige met vechtsport begon. Hij trainde met onder anderen Bas Rutten en Joop Kasteel.

## Kickboksen
Overeem vocht zijn eerste kickboks-wedstrijd op zeventienjarige leeftijd op 15 november 1997. Vanaf 1999 vocht hij verspreid over zes jaar slechts drie wedstrijden onder K-1-regels, waarvan hij er twee verloor op knock-out (van Errol Parris en Glaube Feitosa). Hierna legde hij zijn focus voor enkele jaren volledig op het MMA, totdat hij op 31 december 2008 weer in een K-1-gevecht stond tegenover Badr Hari. Deze sloeg hij in de eerste ronde knock-out. Hierna vocht hij tegen regerend wereldkampioen Remy Bonjasky, van wie hij verloor op beslissing van de jury.
Overeem kreeg door zijn prestaties tegen Hari en Bonjasky een wildcard voor de Final Elimination-rondes van de K-1 World Grand Prix 2009. Hij verraste door drievoudig kampioen Peter Aerts te verslaan en zich hiermee een plaats te verschaffen bij de laatste acht. In de finalerondes won hij zijn eerste partij van Ewerton Texeira, maar ging hij in de halve finale ten onder tegen Badr Hari.
Op 11 december 2010 stond Overeem voor de tweede maal in de K-1 World Grand Prix Final, ditmaal gehouden in het Ariake Colosseum in Tokio. Zijn eerste partij won hij van Tyrone Spong op een unanieme jurybeslissing. De halve finale won hij op technisch knock-out van zijn Golden Glory-teamgenoot Gökhan Saki. In de finale sloeg hij Peter Aerts na iets meer dan een minuut knock-out. Hiermee werd Overeem de eerste houder van een grote titel in het MMA die de K-1 World Grand Prix won.
Op 8 juni 2021 werd bekendgemaakt dat Overeem terugkeerde naar het kickboksen door een contract bij kickboks-organisatie Glory te tekenen. Bij zijn debuut voor Glory op 8 oktober 2022 versloeg hij in het GelreDome Badr Hari na drie ronden via een unanieme jurybeslissing.

## Mixed Martial Arts
Op 24 oktober 1999, op negentienjarige leeftijd, maakte Overeem zijn professionele MMA-debuut tegen Ricardo Fyeet.

### PRIDE FC
Op 20 juli 2002 maakte Overeem zijn debuut in het Japanse PRIDE FC, dat op dat moment de grootste MMA-organisatie was. Hij werd opgenomen in de divisie van het middengewicht (83 tot 93 kg). Hij won zijn eerste 3 partijen in deze organisatie en mocht daarom meedoen aan het toernooi Pride Total Elimination 2003, een toernooi voor 8 man in het middengewicht. In de eerste ronde stond hij tegenover UFC-kampioen Chuck Liddell. Na 3 minuten in de eerste ronde wist Liddell hem knock-out te slaan. Hiermee doorbrak Liddell de reeks overwinningen van Overeem, die vóór deze partij maar liefst 12 partijen achter elkaar had gewonnen.
Hierna won hij weer 3 partijen (waarvan één in Pride), waarna hij tegenover Antônio Rogério Nogueira kwam te staan. Hij verloor via een unanieme jurybeslissing. Vanaf hier begon zijn carrière een wisselvallige wending te nemen. Hij versloeg enkele grote namen, namelijk: Vitor Belfort (2x), Sergei Kharitonov en Igor Vovchanchyn. Maar hij verloor ook wat partijen, zij het van eveneens grote namen, te weten: Fabricio Werdum, Maurício Rua (2x), een rematch tegen Antônio Rogério Nogueira, Ricardo Arona en een rematch tegen Sergei Kharitonov.
Na zijn tweede verlies tegen Rua besloot Overeem om permanent te verhuizen naar het zwaargewicht, omdat hij steeds meer moeite kreeg om op middengewicht te blijven.

### Strikeforce en DREAM
Overeem won op 16 november 2007 van Paul Buentello, waarmee hij zich kroonde tot de eerste Strikeforce Heavyweight Champion ooit. Pas 3 jaar later stond hij op 15 mei 2010 tegenover Brett Rogers tijdens Strikeforce: Heavy Artillery om deze titel te verdedigen. Hij won het gevecht op een technische knock-out in de eerste ronde.
Tussen deze twee titelgevechten door vocht hij zeven partijen, waarvan er vier voor het Japanse DREAM waren, dat gold als de (minder succesvolle) opvolger van Pride. Eén partij was tegen Mirko Filipovic aka Cro Cop. Overeem gaf Cro Cop per ongeluk een knietje onder de gordel waardoor Cro Cop niet meer in staat was verder te vechten. In de andere 6 partijen wist Overeem zijn tegenstanders al in de eerste ronde te verslaan.
Op 31 december 2010 versloeg hij tijdens Dynamite!! 2010 in Japan de Amerikaan Todd Duffee, door hem in de eerste ronde al na negentien seconden knock-out te krijgen. Met deze overwinning werd Overeem de allereerste kampioen zwaargewichten in de Japanse vechtsportorganisatie DREAM.
Eerder die maand wist Overeem de K-1 World Grand Prix 2010 in Tokio te winnen. Na de overwinning op Todd Duffee was Overeem de houder van 3 grote titels in de vechtsport: Strikeforce, DREAM en K-1.
Overeem werd opgenomen in de Strikeforce World Heavyweight Grand Prix, een toernooi voor 8 man, dat de beste zwaargewichten ter wereld bevatte die niet onder contract stonden bij de UFC. De kwartfinale werd voor hem een rematch tegen Fabrício Werdum, waar hij in Pride van verloren had. Hij won het gevecht via een unanieme jurybeslissing en ging door naar de halve finale. Hij zou hier tegenover Antônio Silva komen te staan, die iedereen had verrast door de grote Fedor Emelianenko te verslaan. De afspraak was gemaakt met Strikeforce om het gevecht in oktober of november van 2011 te laten plaatsvinden. Echter, de televisiezender die het evenement zou uitzenden kwam hierop terug omdat er in die maanden geen plaats meer was voor de uitzending. Het evenement werd geplaatst in september en Overeem weigerde hieraan mee te doen omdat hij dan geen tijd zou hebben om te herstellen van een gebroken rib en een teenblessure. Hij werd uit het toernooi gezet en werd tevens ontslagen door Strikeforce en moest zijn titel inleveren.

### UFC
Na Overeems vertrek bij Strikeforce tekende hij in september 2011 bij de UFC. Dit betekende dat hij niet meer mocht deelnemen aan gevechten van andere organisaties. In eerste instantie werd Overeem een titelgevecht aangeboden, maar hij weigerde dit omdat hij dan 7 à 8 maanden zou moeten wachten voor het gevecht zou plaatsvinden. Op het tweede voorstel ging hij in, een gevecht tegen voormalig UFC-kampioen Brock Lesnar, op 30 december 2011. Overeem won in de eerste ronde middels een technisch knock-out (TKO). Dit was het tweede gevecht in de geschiedenis van de UFC dat vijf ronden van vijf minuten duurde zonder dat er een titel op het spel stond.
Overeem testte op 5 april 2012 positief op een verhoogde testosteronwaarde. Hierdoor werd zijn gevecht tegen Junior dos Santos uitgesteld en moest hij voor een commissie verschijnen om zijn verhaal te doen. Zijn uitleg was dat hij een recept had gekregen van een dokter om een oudere blessure tegen te gaan. Omdat dit tegen de regels was, werd hem een licentie om te vechten geweigerd en moest hij negen maanden wachten op een nieuwe. Na onenigheid tussen Overeem en zijn management met betrekking tot zijn UFC-contract besloot hij team Golden Glory te verlaten. Hij verhuisde naar Amerika en ging trainen bij de Blackzilians in Florida, een team dat op dat moment bestond uit onder anderen Rashad Evans, Vitor Belfort en Tyrone Spong.
Ruim dertien maanden na zijn overwinning op Lesnar trad Overeem in februari 2013 aan voor zijn tweede gevecht binnen de UFC. Antônio Silva sloeg hem die dag in de derde ronde knock-out (KO). Zes maanden later verloor hij ook zijn volgende gevecht. Ditmaal sloeg Travis Browne hem KO, vlak voor het einde van de eerste ronde. Overeem richtte zich op met een overwinning op voormalig kampioen Frank Mir (unanieme jurybeslissing), maar leed daarna een nederlaag middels TKO tegen Ben Rothwell.
Na zijn stroeve start binnen de UFC, begon Overeem op 13 december 2014 aan een gunstiger reeks. Hij sloeg die dag Stefan Struve voor het einde van de eerste ronde KO. Nadat hij vervolgens ook van Roy Nelson won (unanieme jurybeslissing), sloeg hij op 19 december 2015 voormalig wereldkampioen Junior dos Santos binnen twee ronden TKO. Hierop volgde op 8 mei 2016 een overwinning eveneens middels TKO binnen twee ronden op voormalig wereldkampioen Andrei Arlovski. Dit gebeurde tijdens het eerste UFC-evenement in Nederland ooit, in Ahoy Rotterdam. Overeem nam het in september 2016 op tegen regerend wereldkampioen zwaargewicht Stipe Miocic. Die sloeg hem na ruim vier minuten in de eerste ronde van hun gevecht knock-out.
Overeem keerde in maart 2017 terug in het strijdperk met een overwinning op Mark Hunt, die hij in 2008 al eens versloeg door middel van een armklem. Deze keer won hij middels een knock-out in de derde ronde. De Nieuw-Zeelander ging neer nadat Overeem zijn hoofd twee keer raakte met zijn knie. Hij trad juli 2017 vervolgens voor de derde keer in zijn carrière aan tegen Werdum. Overeem won deze keer dankzij een meerderheidsbeslissing van de jury.
Overeem ging op 2 december 2017 voor de elfde keer in zijn MMA-carrière knock-out. Een stoot met links in de eerste ronde van zijn gevecht met Francis Ngannou zorgde ervoor dat hij tijdelijk bewusteloos op het canvas lag voor hij het strijdperk kon verlaten. Een half jaar later versloeg ook Curtis Blaydes hem door middel van een (technische) knock-out. Overeem versloeg vervolgens zowel Sergej Pavlovitsj als Aleksej Olejnik door middel van een TKO in de eerste ronde. Jairzinho Rozenstruik diende hem op 7 december 2019 zijn achttiende nederlaag toe door middel van een knock-out vier seconden voor tijd.
Overeems volgende gevecht was op 16 mei 2020 tegen Walt Harris, die hij versloeg middels een technische knock-out in de tweede ronde. Vervolgens stond hij op 5 september 2020 tegenover Augusto Sakai, die hij in de vijfde ronde TKO sloeg. Op 6 februari 2021 verloor Overeem van Alexander Volkov door middel van een technische knock-out in de tweede ronde.
Op 3 maart 2021 werd bekend gemaakt dat Overeems contract met de UFC ten einde kwam.

## Politiek
Bij de Tweede Kamerverkiezingen van 2023 stond Overeem als lijstduwer op plek 41 op de kieslijst van Belang van Nederland (BVNL).

## Titels en prestaties

### Kickboksen
- K-1
  - 2009: K-1 World Grand Prix Final - Derde plaats
  - 2010: K-1 World Grand Prix Final - Winnaar

### MMA
- PRIDE Fighting Championships
  - 2005: PRIDE Middleweight Grand Prix - Halvefinalist
- Strikeforce
  - 2007-2011: Strikeforce Heavyweight Champion
- DREAM
  - 2010-2011: DREAM Interim Heavyweight Champion
- World MMA Awards
  - 2010: International Fighter of the Year

## Filmografie
- Amsterdam Heavy (2011)